# Luirojärvi
Der Luirojärvi [ˈlui̯rojærvi] ist ein See in Finnisch-Lappland. Er liegt im Norden der Gemeinde Sodankylä inmitten des Wildnisgebiets Saariselkä am Fuße des 718 Meter hohen Fjells Sokosti und gehört zum Nationalpark Urho Kekkonen. Der Luirojärvi ist rund zwei Kilometer lang und 1,2 Kilometer breit. Der 227 Kilometer lange Fluss Luiro, einer der Zuflüsse des Kemijoki, entspringt dem Luirojärvi. Am Ufer des Sees befinden sich Wildnishütten der finnischen Forstverwaltung, die von Wanderern im Urho-Kekkonen-Nationalpark genutzt werden können.